# 1998 FH77
1998 FH77 är en asteroid i huvudbältet som upptäcktes den 24 mars 1998 av LINEAR i Socorro County, New Mexico.
Asteroiden har en diameter på ungefär 10 kilometer och den tillhör asteroidgruppen Eos.